# Gorgui
La Gorgui és una eina manual polivalent que consta de quatre cares que permeten les funcions de les eines més utilitzades i necessàries en tot tipus de terreny i vegetació, com la McLeod i la Pulaski, utilitzada en l'extinció d'incendis forestals. El terme Gorgui és un terme encunyat per l'empresa Vallfirest a partir del topònim Vallgorguina. Inventada el 2007 pel gerent de Vallfirest, Javier Baena, que havia estat bomber forestal, per tenir una eina polivalent i efectiva.
El capçal, fabricat en aliatge d'alumini i titani, amb les fulles d'acer, que tenen les funcions de tall, arrossegament o decapat, i 2 aixades, una ampla per a terreny orgànic, i una estreta per a terreny rocós. El mànec de fusta d'eucaliptus és ergonòmic.